# Slatinice (Most)
Slatinice (německy Deutsch Schladnig či Deutsch Zlatnik) je název zaniklé obce v okrese Most v Ústeckém kraji. Nacházela se necelé 4 km jihozápadním směrem od centra dnešního města Mostu. Obec byla zbořena v letech 1965–1968 kvůli těžbě hnědého uhlí. Dnes je jako katastrální území Slatinice u Mostu částí Mostu v jeho části Čepirohy.

## Název
Nejstarší tvar názvu Slatiníci byl odvozen z označení lidí, kteří se zabývali slatinou (rašelinou). V historických pramenech se jméno objevuje ve tvarech: Slatinicci (1227), Sletnik (1331), Zlatnycz (1352–1399), Slatenicz (okolo roku 1405), Slethnicz (1363), Slatienicz (1379), Slatinicz (1406), Slatienicz (1435), ve vsi Slatieniczy (1507), Deutsch Schlading a Zlatnicz (1787) a Teutsch-Zlatnik (1846).

## Historie

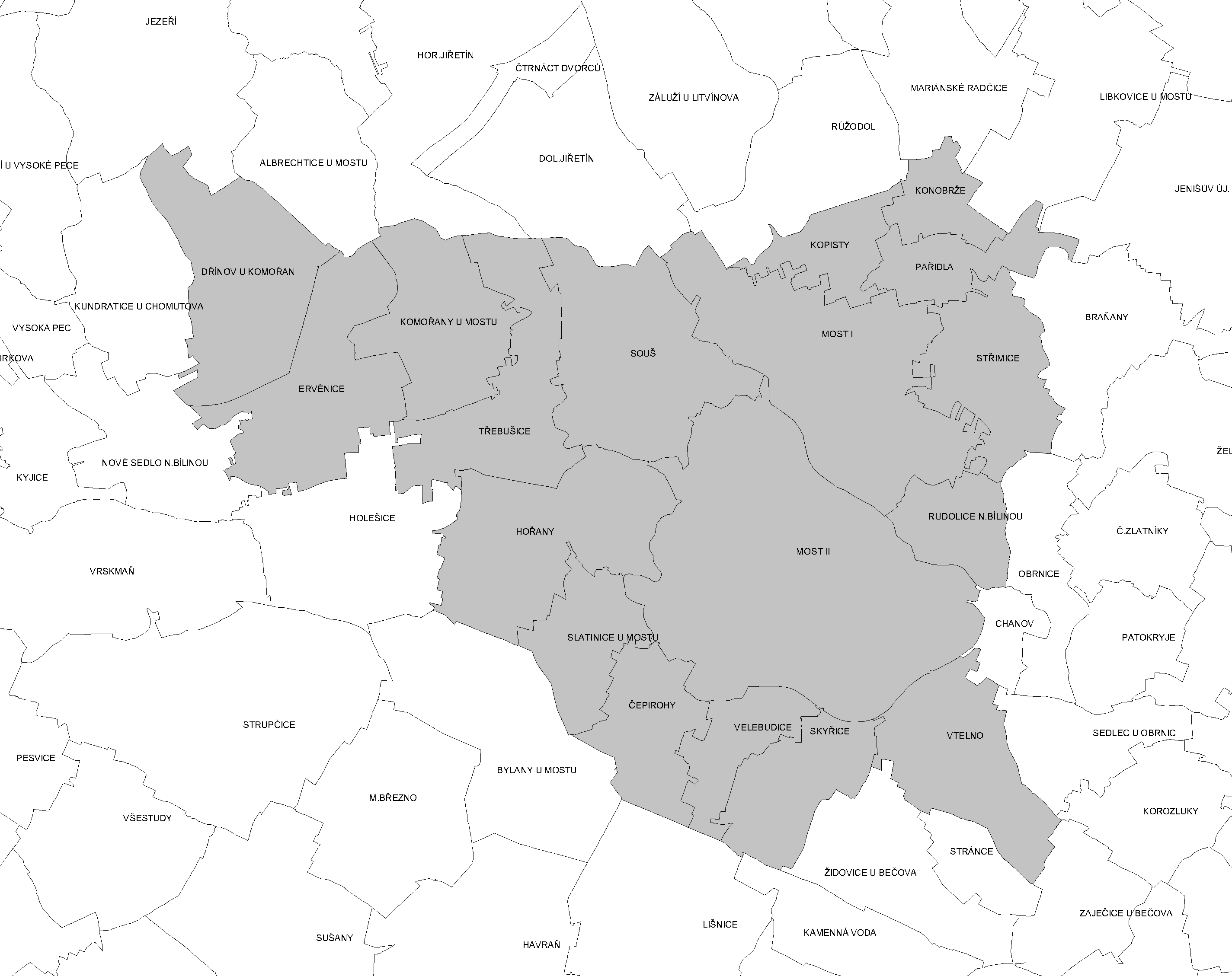
Katastrální území Mostu

Nejstarší písemná zmínka o Slatinicích pochází z roku 1227, kdy Kojata IV. Hrabišic odkázal ve své závěti Slatinice jistému Dětřichovi. V roce 1312 prodal mostecký měšťan Jan z Werberku svůj podíl ve Slatinicích zderazskému klášteru v Praze. Klášter prodal Slatinice v roce 1456 Janu Hochhauserovi z Hochhausu. V roce 1511 koupilo ves bratrstvo Nejsvětějšího Těla Kristova v Mostě, které bylo majitelem obce a zdejšího statku do roku 1783. Následně se vystřídalo několik majitelů, až v roce 1811 získal Slatinice rod z Ottlilienfeldu, který je vlastnil do roku 1848. Poté se Slatinice staly samostatnou obcí v okrese Most.
Slatinice byly farní obcí již před rokem 1278. Původní kostel se nedochoval. Pravděpodobně byl zničen za husitských válek. V roce 1455 byl v obci postaven nový dřevěný kostel. V letech 1732–1743 byl vystavěn barokní kostel svatého Šimona a Judy.
Obec zanikla v letech 1965–1968 vinou postupu těžby uhlí a její katastrální území bylo připojeno k obci Bylany. V současnosti je již území částečně rekultivováno.

## Obyvatelstvo
Při sčítání lidu v roce 1921 ve vsi žilo 293 obyvatel (z toho 137 mužů), z nichž bylo 32 Čechoslováků, 248 Němců, osm Židů a pět cizinců. Kromě osmi židů a čtrnácti lidí bez vyznání se hlásili k římskokatolické církvi. Podle sčítání lidu z roku 1930 měla vesnice 306 obyvatel: 34 Čechoslováků a 272 Němců. Až na pět židů a čtrnáct lidí bez vyznání byli římskými katolíky.
|           | 1869 | 1880 | 1890 | 1900 | 1910 | 1921 | 1930 | 1950 | 1961 |
| --------- | ---- | ---- | ---- | ---- | ---- | ---- | ---- | ---- | ---- |
| Obyvatelé | 230  | 232  | 235  | 244  | 279  | 293  | 306  | 248  | 174  |
| Domy      | 33   | 33   | 33   | 42   | 44   | 44   | 51   | 47   | 38   |

## Osobnosti
- Václav Jansa (1859–1913), český malíř
- Josef Müller (1820–1883), politik, poslanec Říšské rady a starosta Slatinic